# Ataenius morator
Ataenius morator är en skalbaggsart som beskrevs av Edgar von Harold 1869. Ataenius morator ingår i släktet Ataenius och familjen Aphodiidae. Inga underarter finns listade.